# Souostroví

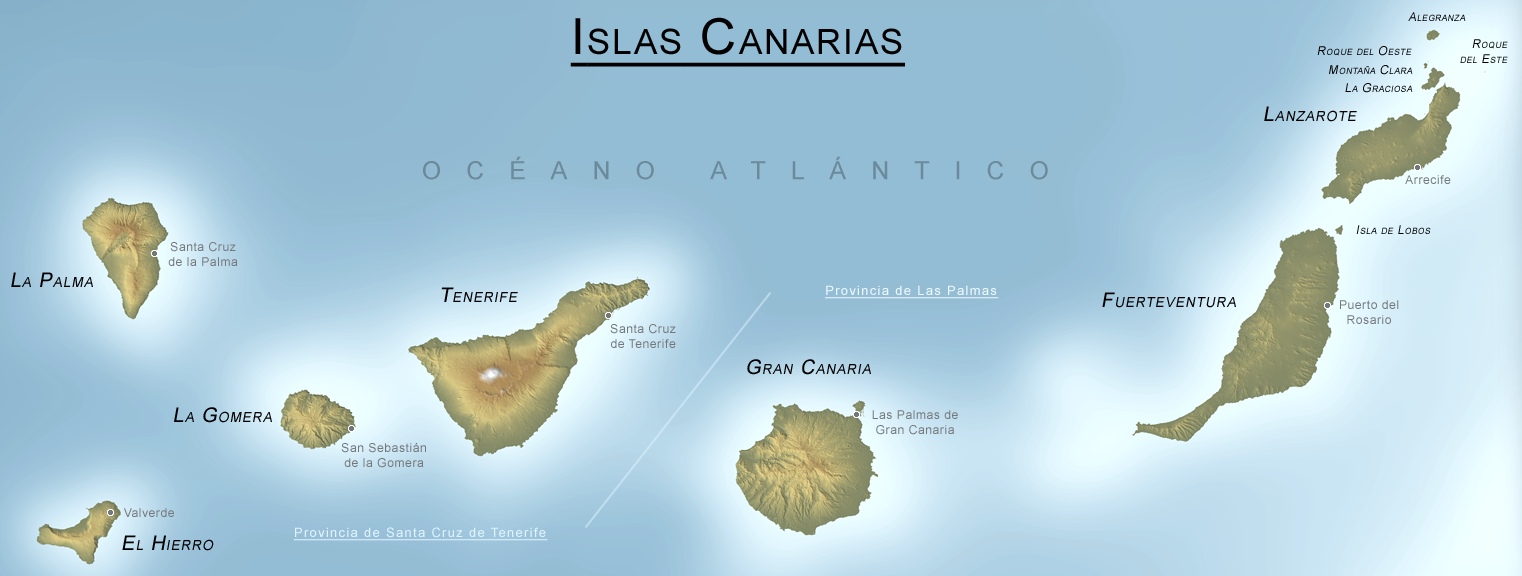
Souostroví – Kanárské ostrovy

Souostroví (někdy též archipel, archipelag nebo archipelagus) znamená v zeměpise skupinu ostrovů, které k sobě patří.
Výraz archipel se pak v širším slova smyslu používá jako místní označení celé řady souostroví (nejčastěji se pod tímto souhrnným názvem rozumí souostroví v Egejském moři mezi Krétou a Malou Asií, tedy Kyklady, Severní a Jižní Sporady a Dodekaneské ostrovy).
Největším souostrovím je dle rozlohy i dle populace Indonésie s více než sedmnácti tisíci ostrovy.

## Typy souostroví
Souostroví může být několika typů:
- oceanické ostrovy
- fragmenty kontinentů
- kontinentální souostroví
- umělé (uměle vytvořené) souostroví